# Kerak (stad)
Al-Karak of Kerak is een stad in Jordanië, 124 km ten zuiden van Amman. Het is de hoofdstad van het gelijknamige gouvernement.
De stad heeft een 12de-eeuwse kruisvaardersburcht. Deze vesting werd in 1142 gebouwd door Payen le Bouteiller op de ruïnes van een vroegere citadel die dateerde uit de tijd van de Nabateeërs. De kruisvaarders noemden het Krak des Moabites, zoals ze vaker burchten krak noemden (naar een Arabisch woord voor 'klein fort'), vanwaar de naam Kerak is afgeleid. Zijn hoge ligging, vlak bij de Koninklijke weg, maakte het mogelijk het verkeer zowel uit het noorden als uit het zuiden te controleren.
Langs deze koninklijke weg, die de hoofdstad Amman met de toeristische plaats Petra verbindt, vond op 27 oktober 2012 een busongeval plaats waarbij vijf Belgen het leven lieten.
De burcht telt zeven niveaus. Verscheidene verdiepingen zijn in de rots uitgehouwen. Het ondergrondse deel is het best bewaard gebleven. Kerak is een typische kruisvaardersburcht met stenen gewelven. Kamers en gangen zijn met elkaar verbonden door zware bogen en deuropeningen. Er zijn nog resten van kazernes, een kapel en een keuken. In de lagergelegen niveaus werd typische mammelukken-architectuur teruggevonden. De ruimtes deden waarschijnlijk dienst als paleis. Er werden ook een school en een moskee ontdekt.
De burcht werd belegerd zowel door Nur ad-Din in 1173 als door Saladin in 1183 maar kon niet door hen veroverd worden. In 1263 werd ze ingenomen door de mammelukken onder leiding van Baibars.
Keraks bekendste bewoner was Reinoud van Châtillon die berucht was om zijn wreedheid. Hij werd door Saladin persoonlijk terechtgesteld.
In december 2014 werd gevechtspiloot Muath al-Kasasbeh wereldwijd een bekende inwoner van Kerak, nadat zijn vliegtuig was neergestort bij een missie in Syrië tegen IS en hij gevangen werd genomen door IS-strijders. In februari 2015 werd getoond dat hij een maand eerder levend was verbrand, wat tot massale woede leidde in Jordanië. In Kerak werd Al-Kasasbeh groots herdacht met militair vertoon.

## Afbeeldingen
|  |  |
|  |  |